# 펠레루 테푸
펠레루 테푸(네덜란드어: Pelelu Tepu)는 수리남의 도시이다.

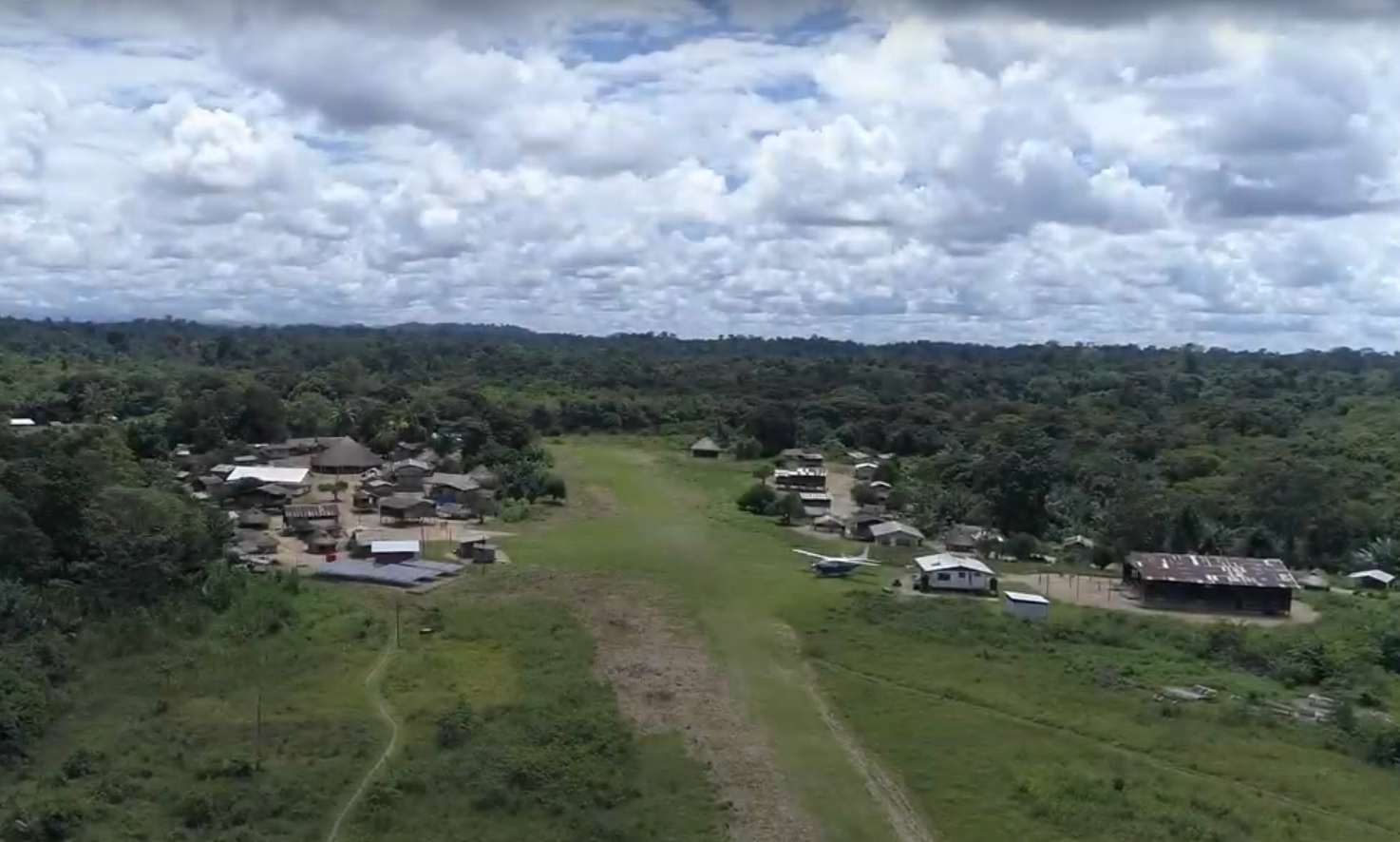
Pelulu Tepu, 2018